# 斑背噪鹛
斑背噪鹛（学名：Ianthocincla lunulata），是画眉科噪鹛属的一种，为中国大陆的特有种。该物种的保护状况被评为无危。
斑背噪鹛的栖息地包括温带森林和温带疏灌丛。该物种的模式产地在四川宝兴。

## 亚种
- 斑背噪鹛凉山亚种（学名：Ianthocincla lunulata liangshanensis），是中国的特有物种。分布于四川等地。该物种的模式产地在四川凉山彝族自治州甘洛县大桥乡。[3]
- 斑背噪鹛指名亚种（学名：Ianthocincla lunulata lunulata），是中国的特有物种。分布于甘肃、陕西、湖北、四川等地。该物种的模式产地在四川宝兴。[4]